# Otero de las Dueñas
Otero de las Dueñas és una localitat del municipi de Carrocera, a la província de Lleó.

## Geografia
Està situat al nord-oest de la província de Lleó en la faldilla sud de la serralada Cantàbrica i en el marge esquerre del riu Lluna. Limita al nord amb Viñayo, al sud amb Benllera, a l'est amb Carrocera i a l'oest amb Canales.

## Organització política
Aquesta localitat pertany actualment a l'Ajuntament de Carrocera, compost per set pobles: Benllera, Carrocera, Cuevas de Viñayo, Otero de las Dueñas, Piedrasecha, Santiago de las Villas i Viñayo, sent Otero de las Dueñas el més important, ja que té pràcticament la meitat de la població de l'Ajuntament.
Antigament, aquests pobles, pertanyien al Consell de Valdeviñayo, a excepció d'Otero de las Dueñas i Santiago de las Villas.

## Comunicacions
- Està situat en el quilòmetre 30 de la carretera CL-623, de Lleó a Villablino per Babia.
- Té accés directe a l'autopista Ruta de la Plata, tant cap al nord, Gijón i Oviedo, a menys d'una hora, 85 km, com cap al sud, direcció Benavente, Astorga, Burgos, Palència, Valladolid...
- A 13 quilòmetres per la carretera CL-626 està La Robla.
- S'accedeix a les Tierras de Ordás i Ribera del Órbigo per la carretera LI-420.
- S'arriba per la carretera LI-493 cap a la comarca d'Omaña.

## Poble mil·lenari
Les primeres dades escrites sobre Otero aparesegle ixen el Segle IX, encara que la seva situació primitiva no estava en el lloc en què avui el coneixem.
L'antiga ubicació estava prop del que els oriünds d'aquest poble coneixen com “El Alto de las Eras”, el lloc anomenat el Castro.
Des d'aquest lloc s'albira tot el territori, tant cap a l'est com cap a l'oest.
En el moviment de terres per a la construcció de la citada autopista i el que és avui el polígon industrial de “Los Avezales”, van aparèixer restes, tant de l'antic poble com del seu cementiri.

### Monestir cistercenc
María Núñez, senyora de Pinza i Mataluenga entre altres possessions, va fundar en la localitat un important monestir femení cistercenc en els anys 1240, després d'un llarg plet contra els monjos cistercencs de Sandoval.

## Persones destacades
- Antonio Viñayo González (1922-2012), eclesiàstic i estudiós espanyol.